# Walter von Sybel
Walter von Sybel (* 13. Februar 1883 in Gummersbach; † 15. Juni 1973 in Wiesbaden) war ein preußischer Verwaltungsjurist. Er leitete als Regierungspräsident den Regierungsbezirk Koblenz von 1929 bis 1933.

## Leben
Seine Eltern waren der Landrat Fritz von Sybel (1844–1927) und dessen Ehefrau Bertha Rolffs (1856–1943).
Er bekam seine schulische Bildung auf einem Gymnasium in Berlin, wo er 1900 das Abitur machte. Er studierte dann Jura an den Universitäten in Freiburg im Breisgau und Bonn.
1904 begann Sybel seine juristische Laufbahn als Gerichtsreferendar und legte am 11. Dezember 1909 die große Staatsprüfung ab. Von 1917 bis 1920 wirkte er als Landrat im Dillkreis. Am Ende seiner Amtszeit als Landrat war er bereits im Ministerium des Innern in Berlin tätig und am 5. Juli 1920 zum Regierungsdirektor befördert worden. Nach weiteren juristischen Stationen wurde er 1924 zum Vizepräsidenten im Regierungsbezirk Koblenz ernannt. Ab 1929 bis 1933 bekleidete er dann den Posten des Regierungspräsidenten in Koblenz. Im Mai 1933 wurde Sybel in den einstweiligen Ruhestand versetzt, obwohl von Sybel der NSDAP beigetreten war. Im September 1933 wurde er zum Direktor am Verwaltungsgericht Wiesbaden ernannt. Ende 1939 trat er aus dem Johanniterorden aus, weisungsgemäß wegen der Doppelmitgliedschaft zur NSDAP. Sybel war dort seit 1923 als Ehrenritter, organisiert in der Rheinischen Genossenschaft der Kongregation. 
Während des Krieges war er von 1940 bis 1943 Wehrmachtsbeamter in Lüttich und Paris und 1943 von 1945 stellvertretender Landrat des Untertaunuskreises in Bad Schwalbach. Er wurde im März 1945 durch die US-Armee verhaftet und in Idar-Oberstein interniert.
Im Jahr 1946 kehrte er nach Wiesbaden zurück und wurde dort 1947 kuzeitig im Hessischen Ministerium für politische Befreiung angestellt. Von 1948 bis 1949 war er Hilfsrichter bzw. Verwaltungsgerichtsrat beim Verwaltungsgericht Wiesbaden, aber im Jahr 1949 in den Ruhestand versetzt.
Im Jahr 1953 erhielt er das Bundesverdienstkreuzes.

## Familie
Er heiratet am 11. Juni 1906 in Bonn Beryl Edith Higgins genannt Held (* 17. November 1885 in Lahore/Indien; † 30. Dezember 1945 in Wiesbaden). Tochter des Rechtsanwalts Thomas Frederick Higgins und der Elisabeth Jennings.